# Charter (film)
Pour plus de détails, voir Fiche technique et Distribution.
Charter est un film suédois réalisé par Amanda Kernell, sorti en 2020.

## Synopsis
Après son divorce, Alice attend un verdict quant à la garde de ses enfants qu'elle n'a pas vus depuis deux mois. Elle décide de les enlever et de partir aux îles Canaries.

## Fiche technique
- Titre : Charter
- Réalisation : Amanda Kernell
- Scénario : Amanda Kernell
- Musique : Kristian Eidnes Andersen
- Photographie : Sophia Olsson
- Montage : Anders Skov
- Production : Lars Lindström et Eva Åkergren
- Société de production : Nordisk Film Production, Orange Valley Production et Sveriges Television
- Pays :  Suède,  Norvège et  Danemark
- Genre : Drame
- Durée : 94 minutes
- Dates de sortie : 
  - Suède : 13 mars 2020
  - France : 26 juin 2020

## Distribution
- Ane Dahl Torp : Alice
- Sverrir Gudnason : Mattias
- Troy Lundkvist : Vincent
- Tintin Poggats Sarri : Elina
- Johan Bäckström : Simon
- Eva Melander : Margit
- Siw Erixon : Siv
- Anna Granquist : Erika
- Anton Hennix Raukola : Anders
- Gudrun Ella-Marge P. Nutti : Johanna
- Ayla Gáren Audhild P. Nutti : Wilma
- Gabriel Guevara : Manuel

## Distinctions
Le film est nommé pour sept prix Guldbagge et a remporté ceux de la Meilleure réalisation, de la Meilleure actrice pour Ane Dahl Torp et de la Meilleure photographie.